# ایرملسهاوزن
ایرملسهاوزن (به آلمانی: Irmelshausen) یک منطقهٔ مسکونی در آلمان است که در هوشهایم واقع شده‌است.